# Final del Torneo Apertura 2013 (Colombia)
La Final del Torneo Apertura 2013 de la Categoría Primera A fueron una serie de partidos de fútbol que se jugaron los días 14 y 17 de julio de 2013, para definir al primer campeón del año de la primera división en la Temporada 2013. Los encuentros fueron disputados por los ganadores de los dos cuadrangulares semifinales: Santa Fe y Atlético Nacional, ganadores del grupo A y grupo B, respectivamente. El campeón obtuvo un cupo directo a la fase de grupos de la Copa Libertadores 2014, siendo este el clasificado como Colombia 1. Después de ser jugados los 180 minutos reglamentarios, Atlético Nacional se coronó como campeón de la Primera A con un marcador global de 0:2.

## Llave
|            | vs. | Bandera del departamento de Antioquia |
| ---------- | --- | ------------------------------------- |
| Santa Fe 0 | vs. | Atlético Nacional 0 2                 |

## Estadios
| Bogotá                            | Medellín                  |
| --------------------------------- | ------------------------- |
| Estadio Nemesio Camacho El Campín | Estadio Atanasio Girardot |
| Capacidad: 36.343                 | Capacidad: 40.943         |
|                                   |                           |

## Camino a la final
| Todos contra todos         | Alianza Petrolera                                                   | 0: 3                                                                | Santa Fe                                                            | Fecha 1  | Atlético Nacional                                                            | 3: 0                                                                         | Atlético Huila                                                               |
| Todos contra todos         | Santa Fe                                                            | 2: 2                                                                | Atlético Nacional                                                   | Fecha 2  | Santa Fe                                                                     | 2: 2                                                                         | Atlético Nacional                                                            |
| Todos contra todos         | Itagüí Ditaires                                                     | 4: 0                                                                | Santa Fe                                                            | Fecha 3  | Atlético Nacional                                                            | 4: 0                                                                         | Alianza Petrolera                                                            |
| Todos contra todos         | Santa Fe                                                            | 2: 0                                                                | Deportes Quindío                                                    | Fecha 4  | Atlético Nacional                                                            | 1: 1                                                                         | Itagüí Ditaires                                                              |
| Todos contra todos         | Patriotas                                                           | 1: 1                                                                | Santa Fe                                                            | Fecha 5  | Deportes Quindío                                                             | 0: 0                                                                         | Atlético Nacional                                                            |
| Todos contra todos         | Santa Fe                                                            | 3: 1                                                                | Deportivo Cali                                                      | Fecha 6  | Atlético Nacional                                                            | 3: 3                                                                         | Patriotas                                                                    |
| Todos contra todos         | Junior                                                              | 2: 3                                                                | Santa Fe                                                            | Fecha 7  | Deportivo Cali                                                               | 1: 1                                                                         | Atlético Nacional                                                            |
| Todos contra todos         | Santa Fe                                                            | 1: 2                                                                | Deportes Tolima                                                     | Fecha 8  | Atlético Nacional                                                            | 2: 1                                                                         | Junior                                                                       |
| Todos contra todos         | Santa Fe                                                            | 1: 3                                                                | Millonarios                                                         | Fecha 9  | Independiente Medellín                                                       | 0: 0                                                                         | Atlético Nacional                                                            |
| Todos contra todos         | Millonarios                                                         | 0: 1                                                                | Santa Fe                                                            | Fecha 10 | Deportes Tolima                                                              | 4: 0                                                                         | Atlético Nacional                                                            |
| Todos contra todos         | Santa Fe                                                            | 3: 1                                                                | La Equidad                                                          | Fecha 11 | Atlético Nacional                                                            | 2: 1                                                                         | Millonarios                                                                  |
| Todos contra todos         | Independiente Medellín                                              | 2: 2                                                                | Santa Fe                                                            | Fecha 12 | La Equidad                                                                   | 0: 2                                                                         | Atlético Nacional                                                            |
| Todos contra todos         | Santa Fe                                                            | 1: 0                                                                | Envigado F. C.                                                      | Fecha 13 | Atlético Nacional                                                            | 2: 2                                                                         | Independiente Medellín                                                       |
| Todos contra todos         | Once Caldas                                                         | 0: 0                                                                | Santa Fe                                                            | Fecha 14 | Envigado F. C.                                                               | 3: 0                                                                         | Atlético Nacional                                                            |
| Todos contra todos         | Santa Fe                                                            | 4: 3                                                                | Boyacá Chicó                                                        | Fecha 15 | Atlético Nacional                                                            | 2: 1                                                                         | Once Caldas                                                                  |
| Todos contra todos         | Deportivo Pasto                                                     | 1: 1                                                                | Santa Fe                                                            | Fecha 16 | Boyacá Chicó                                                                 | 2: 3                                                                         | Atlético Nacional                                                            |
| Todos contra todos         | Santa Fe                                                            | 3: 2                                                                | Cúcuta Deportivo                                                    | Fecha 17 | Atlético Nacional                                                            | 1: 0                                                                         | Deportivo Pasto                                                              |
| Todos contra todos         | Atlético Huila                                                      | 1: 1                                                                | Santa Fe                                                            | Fecha 18 | Cúcuta Deportivo                                                             | 1: 1                                                                         | Atlético Nacional                                                            |
| Todos contra todos         | Santa Fe clasificó a la siguiente fase como primero con 33 puntos.  | Santa Fe clasificó a la siguiente fase como primero con 33 puntos.  | Santa Fe clasificó a la siguiente fase como primero con 33 puntos.  |          | Atlético Nacional clasificó a la siguiente fase como segundo con 32 puntos.  | Atlético Nacional clasificó a la siguiente fase como segundo con 32 puntos.  | Atlético Nacional clasificó a la siguiente fase como segundo con 32 puntos.  |
| Cuadrangulares semifinales | Deportivo Cali                                                      | 1: 1                                                                | Santa Fe                                                            | Fecha 1  | Deportivo Pasto                                                              | 2: 1                                                                         | Atlético Nacional                                                            |
| Cuadrangulares semifinales | Santa Fe                                                            | 1: 0                                                                | Millonarios                                                         | Fecha 2  | Atlético Nacional                                                            | 1: 2                                                                         | Itagüí Ditaires                                                              |
| Cuadrangulares semifinales | Santa Fe                                                            | 1: 0                                                                | Once Caldas                                                         | Fecha 3  | Deportes Tolima                                                              | 1: 2                                                                         | Atlético Nacional                                                            |
| Cuadrangulares semifinales | Once Caldas                                                         | 1: 2                                                                | Santa Fe                                                            | Fecha 4  | Atlético Nacional                                                            | 1: 1                                                                         | Deportes Tolima                                                              |
| Cuadrangulares semifinales | Millonarios                                                         | 2: 1                                                                | Santa Fe                                                            | Fecha 5  | Itagüí Ditaires                                                              | 1: 2                                                                         | Atlético Nacional                                                            |
| Cuadrangulares semifinales | Santa Fe                                                            | 1: 1                                                                | Deportivo Cali                                                      | Fecha 6  | Atlético Nacional                                                            | 2: 1                                                                         | Deportivo Pasto                                                              |
| Cuadrangulares semifinales | Santa Fe clasificó a la final como líder del Grupo A con 11 puntos. | Santa Fe clasificó a la final como líder del Grupo A con 11 puntos. | Santa Fe clasificó a la final como líder del Grupo A con 11 puntos. |          | Atlético Nacional clasificó a la final como líder del Grupo B con 10 puntos. | Atlético Nacional clasificó a la final como líder del Grupo B con 10 puntos. | Atlético Nacional clasificó a la final como líder del Grupo B con 10 puntos. |

|  |                      |
|  | Triunfo de Santa Fe. |
|  | Empate.              |
|  | Derrota de Santa Fe. |

|  |                               |
|  | Triunfo de Atlético Nacional. |
|  | Empate.                       |
|  | Derrota de Atlético Nacional. |

## Estadísticas previas
En todos contra todos

| Pos. | Equipos           | PJ | PG | PE | PP | GF | GC | Dif. | Pts. | Rend. |
| ---- | ----------------- | -- | -- | -- | -- | -- | -- | ---- | ---- | ----- |
| 1.   | Santa Fe          | 18 | 9  | 6  | 3  | 32 | 25 | 7    | 33   | 61,1% |
| 2.   | Atlético Nacional | 18 | 8  | 8  | 2  | 29 | 22 | 7    | 32   | 59,3% |

En cuadrangulares semifinales

| Grupo | Equipos           | PJ | PG | PE | PP | GF | GC | Dif. | Pts. | Rend. |
| ----- | ----------------- | -- | -- | -- | -- | -- | -- | ---- | ---- | ----- |
| A     | Santa Fe          | 6  | 3  | 2  | 1  | 7  | 5  | 2    | 11   | 61,1% |
| B     | Atlético Nacional | 6  | 3  | 1  | 2  | 9  | 8  | 1    | 10   | 55,6% |

Estadísticas totales
| Equipos           | PJ | PG | PE | PP | GF | GC | Dif. | Pts. | Rend. |
| ----------------- | -- | -- | -- | -- | -- | -- | ---- | ---- | ----- |
| Santa Fe          | 24 | 12 | 8  | 4  | 39 | 30 | 9    | 44   | 61,1% |
| Atlético Nacional | 24 | 11 | 9  | 4  | 38 | 30 | 8    | 42   | 58,3% |

## Resultados

### Partido de ida
| 34         | POR        | Franco Armani       |     |
| 12         | DEF        | Alexis Henríquez    |     |
| 3          | DEF        | Óscar Murillo       |     |
| 5          | DEF        | Francisco Nájera    | 75' |
| 6          | DEF        | Juan David Valencia | 28' |
| 13         | MED        | Alexander Mejía     |     |
| 20         | MED        | Alejandro Bernal    |     |
| 2          | MED        | Stefan Medina       |     |
| 26         | MED        | John Pajoy          |     |
| 10         | MED        | Macnelly Torres     |     |
| 9          | DEL        | Juan Pablo Ángel    | 63' |
| Entrenador | Entrenador | Juan Carlos Osorio  |     |

| 12         | POR        | Camilo Vargas           |     |
| 3          | DEF        | Carlos Valdés           |     |
| 21         | DEF        | Francisco Meza          |     |
| 17         | DEF        | Juan Daniel Roa         |     |
| 24         | DEF        | Hugo Alejandro Acosta   |     |
| 20         | MED        | Gerardo Bedoya          |     |
| 5          | MED        | Yulián Anchico          | 67' |
| 16         | MED        | Daniel Alejandro Torres |     |
| 10         | MED        | Omar Pérez              | 89' |
| 23         | DEL        | Jefferson Cuero         | 85' |
| 11         | DEL        | Wilder Medina           |     |
| Entrenador | Entrenador | Wilson Gutiérrez        |     |

| 19 | DEF | Farid Díaz       | 28' |
| 11 | DEL | Fernando Uribe   | 63' |
| 7  | MED | Sherman Cárdenas | 75' |

| 14 | MED | Jhon Valencia  | 67' |
| 6  | MED | Didier Moreno  | 85' |
| 13 | DEL | Julián Lalinde | 89' |

| Amonestado | 62' | Farid Díaz       |
| Amonestado | 65' | Alexis Henríquez |
| Amonestado | 70' | Alejandro Bernal |

| Amonestado | 54' | Daniel Alejandro Torres |

| Árbitro             | Ulises Arrieta      |
| Árbitros asistentes | Wilmar Navarro      |
| Árbitros asistentes | Cristian De la Cruz |
| Cuarto árbitro      | Ramiro Suárez       |

| 34         | POR        | Franco Armani       |     |
| 12         | DEF        | Alexis Henríquez    |     |
| 3          | DEF        | Óscar Murillo       |     |
| 5          | DEF        | Francisco Nájera    | 75' |
| 6          | DEF        | Juan David Valencia | 28' |
| 13         | MED        | Alexander Mejía     |     |
| 20         | MED        | Alejandro Bernal    |     |
| 2          | MED        | Stefan Medina       |     |
| 26         | MED        | John Pajoy          |     |
| 10         | MED        | Macnelly Torres     |     |
| 9          | DEL        | Juan Pablo Ángel    | 63' |
| Entrenador | Entrenador | Juan Carlos Osorio  |     |

| 12         | POR        | Camilo Vargas           |     |
| 3          | DEF        | Carlos Valdés           |     |
| 21         | DEF        | Francisco Meza          |     |
| 17         | DEF        | Juan Daniel Roa         |     |
| 24         | DEF        | Hugo Alejandro Acosta   |     |
| 20         | MED        | Gerardo Bedoya          |     |
| 5          | MED        | Yulián Anchico          | 67' |
| 16         | MED        | Daniel Alejandro Torres |     |
| 10         | MED        | Omar Pérez              | 89' |
| 23         | DEL        | Jefferson Cuero         | 85' |
| 11         | DEL        | Wilder Medina           |     |
| Entrenador | Entrenador | Wilson Gutiérrez        |     |

| 19 | DEF | Farid Díaz       | 28' |
| 11 | DEL | Fernando Uribe   | 63' |
| 7  | MED | Sherman Cárdenas | 75' |

| 14 | MED | Jhon Valencia  | 67' |
| 6  | MED | Didier Moreno  | 85' |
| 13 | DEL | Julián Lalinde | 89' |

| Amonestado | 62' | Farid Díaz       |
| Amonestado | 65' | Alexis Henríquez |
| Amonestado | 70' | Alejandro Bernal |

| Amonestado | 54' | Daniel Alejandro Torres |

| Árbitro             | Ulises Arrieta      |
| Árbitros asistentes | Wilmar Navarro      |
| Árbitros asistentes | Cristian De la Cruz |
| Cuarto árbitro      | Ramiro Suárez       |

### Partido de vuelta
| 12         | POR        | Camilo Vargas           |     |
| 3          | DEF        | Carlos Valdés           |     |
| 21         | DEF        | Francisco Meza          |     |
| 17         | DEF        | Juan Daniel Roa         |     |
| 24         | DEF        | Hugo Alejandro Acosta   | 78' |
| 20         | MED        | Gerardo Bedoya          |     |
| 5          | MED        | Yulián Anchico          | 45' |
| 16         | MED        | Daniel Alejandro Torres | 72' |
| 10         | MED        | Omar Pérez              |     |
| 23         | DEL        | Jefferson Cuero         |     |
| 11         | DEL        | Wilder Medina           |     |
| Entrenador | Entrenador | Wilson Gutiérrez        |     |

| 34         | Guardameta     | Franco Armani      |     |
| 12         | Defensa        | Alexis Henríquez   |     |
| 3          | Defensa        | Óscar Murillo      |     |
| 5          | Defensa        | Francisco Nájera   |     |
| 13         | Centrocampista | Alexander Mejía    |     |
| 21         | Centrocampista | Jhon Valoy         | 65' |
| 2          | Centrocampista | Stefan Medina      |     |
| 19         | Centrocampista | Farid Díaz         |     |
| 7          | Centrocampista | Sherman Cárdenas   | 75' |
| 10         | Centrocampista | Macnelly Torres    |     |
| 17         | Delantero      | Jefferson Duque    | 79' |
| Entrenador | Entrenador     | Juan Carlos Osorio |     |

| 19 | DEL | Cristian Martínez Borja | 45' |
| 14 | MED | Jhon Valencia           | 72' |
| 13 | DEL | Julián Lalinde          | 78' |

| 8  | MED | Diego Arias            | 65' |
| 26 | DEL | John Pajoy             | 75' |
| 23 | DEL | Luis Fernando Mosquera | 79' |

| Anotado | 38' | Jefferson Duque        |
| Anotado | 83' | Luis Fernando Mosquera |

| Amonestado | 43' | Yulián Anchico |
| Amonestado | 51' | Wilder Medina  |
| Amonestado | 70' | Carlos Valdés  |
| Amonestado | 89' | Francisco Meza |

| Amonestado | 15' | Alexis Henríquez       |
| Amonestado | 66' | Diego Arias            |
| Amonestado | 80' | Luis Fernando Mosquera |

| Árbitro             | Imer Machado     |
| Árbitros asistentes | Alexander Guzmán |
| Árbitros asistentes | Rafael Rivas     |
| Cuarto árbitro      | Juan Gamarra     |

| 12         | POR        | Camilo Vargas           |     |
| 3          | DEF        | Carlos Valdés           |     |
| 21         | DEF        | Francisco Meza          |     |
| 17         | DEF        | Juan Daniel Roa         |     |
| 24         | DEF        | Hugo Alejandro Acosta   | 78' |
| 20         | MED        | Gerardo Bedoya          |     |
| 5          | MED        | Yulián Anchico          | 45' |
| 16         | MED        | Daniel Alejandro Torres | 72' |
| 10         | MED        | Omar Pérez              |     |
| 23         | DEL        | Jefferson Cuero         |     |
| 11         | DEL        | Wilder Medina           |     |
| Entrenador | Entrenador | Wilson Gutiérrez        |     |

| 34         | Guardameta     | Franco Armani      |     |
| 12         | Defensa        | Alexis Henríquez   |     |
| 3          | Defensa        | Óscar Murillo      |     |
| 5          | Defensa        | Francisco Nájera   |     |
| 13         | Centrocampista | Alexander Mejía    |     |
| 21         | Centrocampista | Jhon Valoy         | 65' |
| 2          | Centrocampista | Stefan Medina      |     |
| 19         | Centrocampista | Farid Díaz         |     |
| 7          | Centrocampista | Sherman Cárdenas   | 75' |
| 10         | Centrocampista | Macnelly Torres    |     |
| 17         | Delantero      | Jefferson Duque    | 79' |
| Entrenador | Entrenador     | Juan Carlos Osorio |     |

| 19 | DEL | Cristian Martínez Borja | 45' |
| 14 | MED | Jhon Valencia           | 72' |
| 13 | DEL | Julián Lalinde          | 78' |

| 8  | MED | Diego Arias            | 65' |
| 26 | DEL | John Pajoy             | 75' |
| 23 | DEL | Luis Fernando Mosquera | 79' |

| Anotado | 38' | Jefferson Duque        |
| Anotado | 83' | Luis Fernando Mosquera |

| Amonestado | 43' | Yulián Anchico |
| Amonestado | 51' | Wilder Medina  |
| Amonestado | 70' | Carlos Valdés  |
| Amonestado | 89' | Francisco Meza |

| Amonestado | 15' | Alexis Henríquez       |
| Amonestado | 66' | Diego Arias            |
| Amonestado | 80' | Luis Fernando Mosquera |

| Árbitro             | Imer Machado     |
| Árbitros asistentes | Alexander Guzmán |
| Árbitros asistentes | Rafael Rivas     |
| Cuarto árbitro      | Juan Gamarra     |

| Campeón Atlético Nacional Duodécimo Título |